# Kiyonten
Kiyonten is een bestuurslaag in het regentschap Ngawi van de provincie Oost-Java, Indonesië. Kiyonten telt 2647 inwoners (volkstelling 2010).